# Eric Balbàs
Eric Balbàs Álvarez es un actor de televisión.

## Carrera
En el 2015 se unió al elenco de la nueva serie Carlos, rey emperador donde interpreta a Fernando, infante de España y archiduque de Austria, el hermano menor del rey Carlos I de España (Álvaro Cervantes).

## Filmografía

### Series de Televisión
| Año         | Serie                 | Personaje             | Notas        |
| ----------- | --------------------- | --------------------- | ------------ |
| 2023        | La Mesías             | Al                    | 2 episodios  |
| 2022        | Incidents             | Eric                  | 1 episodios  |
| 2019        | El mort viu           | David                 | 5 episodios  |
| 2015 - 2016 | Carlos, rey emperador | Fernando de Habsburgo | 14 episodios |

### Películas
| Año  | Título                            | Personaje       | Notas                                                              |
| ---- | --------------------------------- | --------------- | ------------------------------------------------------------------ |
| 2023 | Bird Box: Barcelona               | Superviviente   |                                                                    |
| 2023 | Miró                              | Llorens Artigas |                                                                    |
| 2018 | Jauría                            | David           | corto - Premio a mejor actuación Ex aequo en Festival de Cartagena |
| 2017 | El Viajero                        | Chico           | corto                                                              |
| 2014 | Les êtres chers                   | Eduardo         |                                                                    |
| 2011 | Guía de supervivencia estudiantil | -               | corto                                                              |

### Teatro
| Año  | Obra                                           | Personaje | Dirección                   | Teatro                       | Notas |
| ---- | ---------------------------------------------- | --------- | --------------------------- | ---------------------------- | ----- |
| 2025 | El Principi d'Arquimedes                       | -         | Leo V. Granados             | Espai Texas                  | -     |
| 2024 | Els Criminals                                  | -         | Jordi Prat i Coll           | Teatre Nacional de Catalunya | -     |
| 2023 | Euforia y Desazón                              | -         | Sergio Boris                | Sala Beckett                 | -     |
| 2022 | BROS                                           | -         | Romeo Castellucci           | Teatre Lliure                | -     |
| 2020 | La segona Eva                                  | -         | Marta Aran                  | Teatre Tantarantana          | -     |
| 2020 | És de conya                                    | -         | Cristina Cordero            | Gira                         | -     |
| 2020 | #1000Likes                                     | -         | Cristina Cordero            | Gira                         | -     |
| 2019 | Röbota                                         | -         | Mar Pawlowsky               | Teatre Tantarantana          | -     |
| 2018 | Carrer Hospital amb St. Jeroni                 | -         | Laia Ricart i Roberto Romei | Espais no convencionals      | -     |
| 2018 | Masticar Hielo                                 | -         | Marc Ribera                 | Teatre Tantarantana          | -     |
| 2017 | Elefant Terrible                               | -         | Roger Torns i Eric Balbàs   | Sala Beckett                 | -     |
| 2017 | Sacrifici                                      | -         | Sergi Pompermayer           | La Villarroel                | -     |
| 2015 | Soliloquejar amb algú                          | -         | Roger Torns                 | La Seca Espai Brossa         | -     |
| 2014 | F.A.M.Y.L.I.A.                                 | -         | Bàrbara Mestanza            | Sala Atrium                  | -     |
| 2014 | Obsolescence (Eros, Tànatos i cants de sirena) | -         | Àlex D. Capo                | Espai Jove La Fontana        | -     |
| 2014 | Se fue en un barco                             | -         | Joan Vázquez                | Teatre Almeria               | -     |
| 2013 | Cèl·lules T                                    | Rusty     | Gerard Nicasi               | Sala Porta 4                 | -     |